# Suminek (Niemirówek-Kolonia)
Suminek – część wsi Niemirówek-Kolonia w Polsce położona w województwie lubelskim, w powiecie tomaszowskim, w gminie Tarnawatka.
W latach 1975–1998 Suminek administracyjnie należał do województwa zamojskiego.
Wierni Kościoła rzymskokatolickiego należą do parafii Świętych Apostołów Piotra i Pawła w Tarnawatce.